# 瓦耶讷 (索姆省)
瓦耶讷（法語：Voyennes）是法国皮卡第大区索姆省的一个市镇，属于佩罗讷区内勒县。该市镇2009年时的人口为603人。

## 人口
瓦耶讷人口变化图示
| 数据来源：INSEE |